# 卡罗琳学院诺贝尔大会
卡罗琳学院诺贝尔大会（瑞典語：Nobelförsamlingen vid Karolinska Institutet）是卡罗琳学院下辖机构，负责颁发诺贝尔生理学或医学奖，总部位于卡罗琳学院校园内的诺贝尔论坛。诺贝尔大会初期为非正式机构，由学院全体教授组成，到1977年才成为卡罗琳学院主办的独立私人组织。1984年，大会限制成员数到50名。
诺贝尔经济学奖提名的收集甄选工作主要由五人组成的诺贝尔奖委员会完成，该委员会成员均由大会提名，但成员仅推荐获奖者，最终决定权由诺贝尔大会掌握。